# Henkka T. Blacksmith
Henkka T. Blacksmith, pseudonimo di Henri Samuli Seppälä (Espoo, 7 giugno 1980), è un bassista finlandese.
Ha fatto parte del gruppo musicale Children of Bodom dal 1995 al 2019, anno dello scioglimento dello stesso.

## Biografia
Membro più giovane dei Children of Bodom durante gli anni di attività del gruppo, Henkka nasce a Espoo in Finlandia. Ha iniziato all'età di tredici anni a suonare la chitarra. Inizialmente prediligeva generi musicali quali rock and roll e glam rock; in seguito, grazie a suo fratello, ha iniziato ad ascoltare heavy metal, gruppi quali Sgath, Slayer, Iron Maiden e Pantera per poi scoprire il black metal e death metal.
Ha suonato nella prima band chiamata Aivokasvain la chitarra a 13 anni. Dopo due anni ha lasciato la band passando dalla chitarra al basso.
Quando nel 1995 Samuli Miettinen lascia gli IneartheD (nome originale della band prima di diventare Children of Bodom), Henkka prende il suo posto suonando un basso a cinque corde.
È stato il componente della band che si è occupato delle pubbliche relazioni e delle interviste. Oltre al fatto che sa parlare finlandese, inglese, svedese e un po' di francese, è stato anche il membro con il carattere più compatibile per questo genere di lavori.
Henkka è stato responsabile per i cori sia in studio che dal vivo.
Si interessa di scienze politiche e storia e utilizza molto del suo tempo libero per studiare questi argomenti seguendo anche dei corsi all'università di Helsinki. È anche un appassionato di sport, in particolare di calcio e nuoto.
Nel suo periodo di attività nei Children of Bodom, Henkka è stato totalmente impegnato nel progetto senza avere progetti paralleli. Dichiarava che le cose più importanti nella sua vita fossero la sua famiglia e la sua band.

## Equipaggiamento
- ESP Black Araya 4 Strings
- ESP LTD Viper 4 strings

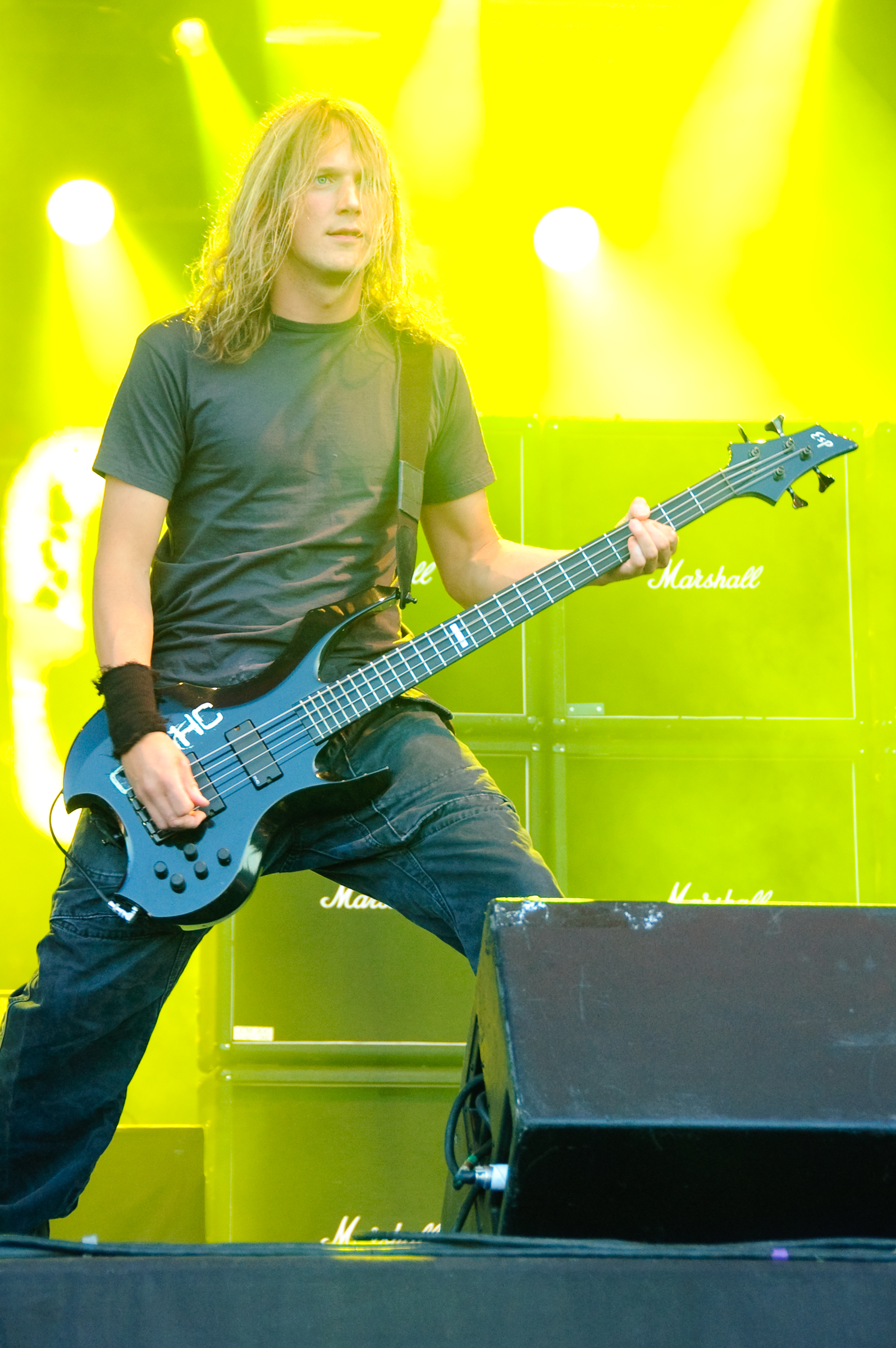

- ESP LTD Henkka T. Blacksmith 4 strings
- ESP LTD  F Series 4 strings